# Orehovlje, Miren-Kostanjevica
Orehovlje este o localitate din comuna Miren - Kostanjevica, Slovenia, cu o populație de 494 de locuitori.